# Linanthus
Linanthus là một chi thực vật có hoa trong họ Polemoniaceae.

## Loài
Chi Linanthus gồm các loài: